# Accaparement des terres

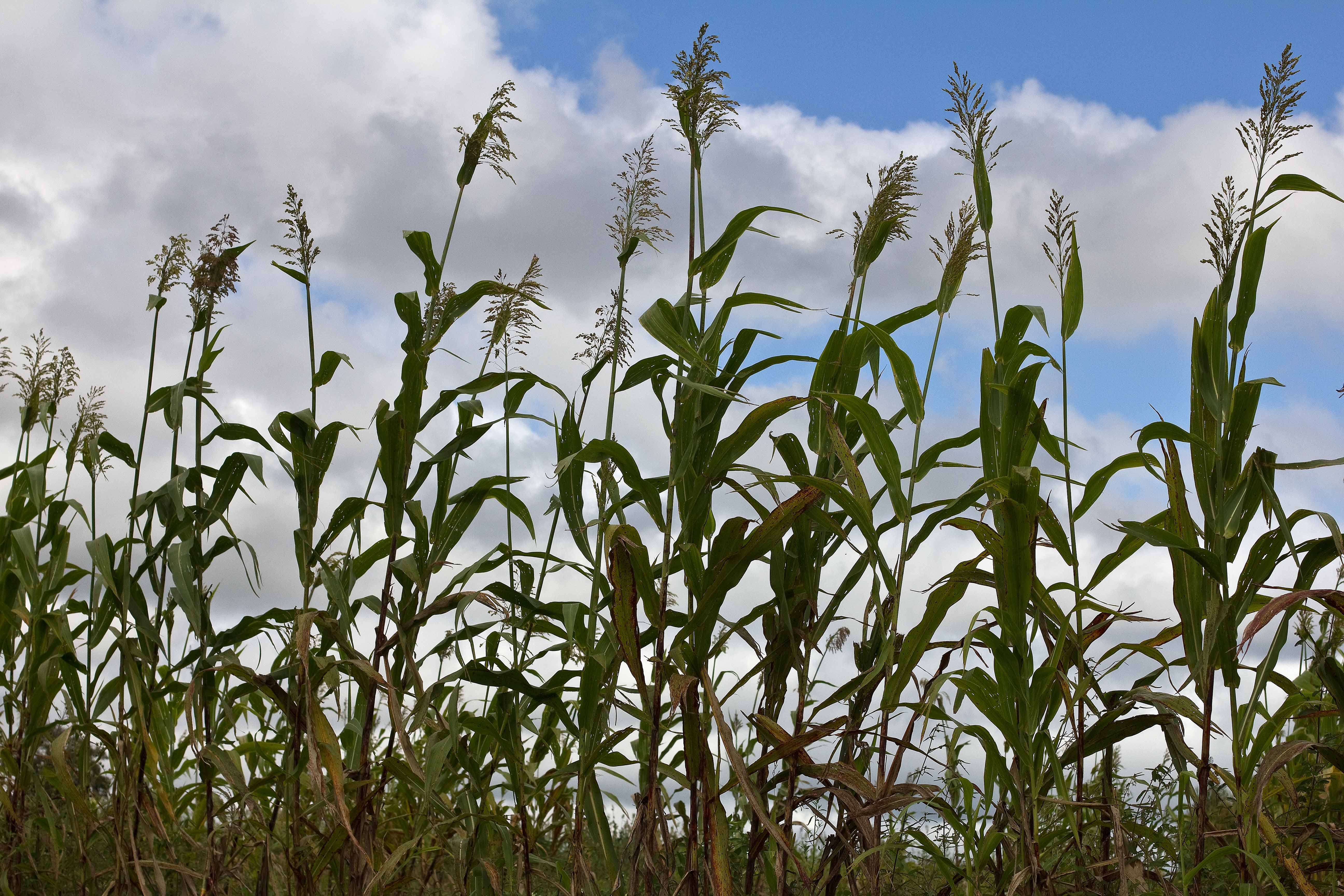
L'agriculture au Malawi.

L’accaparement des terres (en anglais, land grabbing) désigne de manière péjorative l'acquisition légale, et parfois controversée, de grandes étendues de terrains. Il s'agit souvent de terres agricoles dans des pays en développement, par des entreprises transnationales et gouvernementales.

## Concept

### Principes
L'accaparement des terres est une notion polysémique qui recouvre des réalités diverses. Il s'agit principalement d'achats à grande échelle, le plus souvent par des entreprises étrangères, de terres. L'accaparement peut avoir des buts économiques ou politiques, voire géopolitiques.
L'accaparement peut avoir des conséquences sur la hausse des prix alimentaires mondiaux et des inquiétudes sur la sécurité alimentaire. Il a souvent été considéré comme exclusif aux pays en voie de développement, mais le phénomène semble également toucher les pays développés,.
Le concept fait l'objet de débats récurrents sur la mesure de la légitimité du terme d'accaparement. Ce qui peut être labellisé comme un accaparement, par nature illégitime, peut avoir été l'objet d'un paiement à l'État responsable du terrain ou aux individus qui le détenaient, auquel cas il s'agit d'un simple investissement foncier.

### Accaparement de l'eau
L'importance cruciale des ressources en eau les rendent vulnérables à des tentatives de prises de contrôle. D'abord salué par les investisseurs et quelques pays en développement comme un nouveau chemin vers le développement agricole, ces investissements ont été critiqués par certains gouvernements et organisations de la société civile à cause des effets négatifs sur les communautés locales. Celles-ci les définissent comme des acquisitions ou des concessions foncières, qui présentent une ou plusieurs des caractéristiques suivantes :
- qui sont contraires aux droits de l’Homme et en particulier aux droits des femmes à un traitement équitable ;
- qui ne reposent pas sur le consentement préalable, libre et éclairé des usagers affectés ;
- qui ne reposent pas sur une évaluation minutieuse, ou ne tiennent pas compte des impacts sociaux, économiques et environnementaux (y compris sur les aspects du genre [à expliciter]) ;
- qui ne font pas l’objet de procédures transparentes définissant des engagements clairs et contraignants en ce qui concerne les activités, l’emploi et le partage des bénéfices ;
- qui ne reposent pas sur une planification démocratique efficace, une supervision indépendante et une participation significative[6].

## Estimations
Les accaparements de terre n'ont pendant longtemps pas été répertoriés. La Banque mondiale fait paraître depuis 2010 une estimation qui indique qu'environ 46 millions d'hectares d'acquisitions importantes de terres agricoles furent déclarés entre octobre 2008 et août 2009, dont deux tiers de cette surface en Afrique subsaharienne. Un aperçu de 2011 évalua les accords territoriaux à environ 80 millions d'hectares, dont la taille moyenne est 40 000 ha, un quart dépassent 200 000 ha et un quart au-dessous de 10 000 ha. 37 % de la surface sont consacrés aux cultures alimentaires, 21 % aux cultures commerciales et 21 % à la culture des biocarburants. Les plantations forestières dans le cadre de projets REDD, ou des projets de conservation de biodiversité ainsi que de grands projets touristiques ont aussi été accusés de relever d’un accaparement de terres
Les investissements en terre agricole prennent souvent la forme de baux plutôt que d'achats. La durée de ces baux varie de 25 à 99 ans, et ils sont généralement contractés entre des gouvernements nationaux ou locaux et les investisseurs (la plupart des terres en Afrique ne sont pas privées, en possession ou sous contrôle gouvernemental).
L'initiative Land Matrix s'est donné pour objectif de créer une base de données des territoires accaparés, mais elle a été critiquée sur sa méthodologie.

## Débats et critiques
Des initiatives d'ONG tels que Grain sont très actives dans leur recherche et présentation d’études de cas démontrant l’ampleur des conséquences directes et indirect de ce type d’acquisition de terres pour les populations locales.
Des manifestations ont visé des groupes comme le groupe Bolloré ayant des investissements accusés d'être des accaparements de terre. Des associations de paysans riverains des plantations de Socfin au Cambodge, au Cameroun, en Côte d'Ivoire, au Liberia et au Sierra Leone mises en relation par l'association ReAct ont créé une alliance et ont cherché à négocier avec Bolloré pour résoudre les conflits.